# Maria Bianca Guidesman

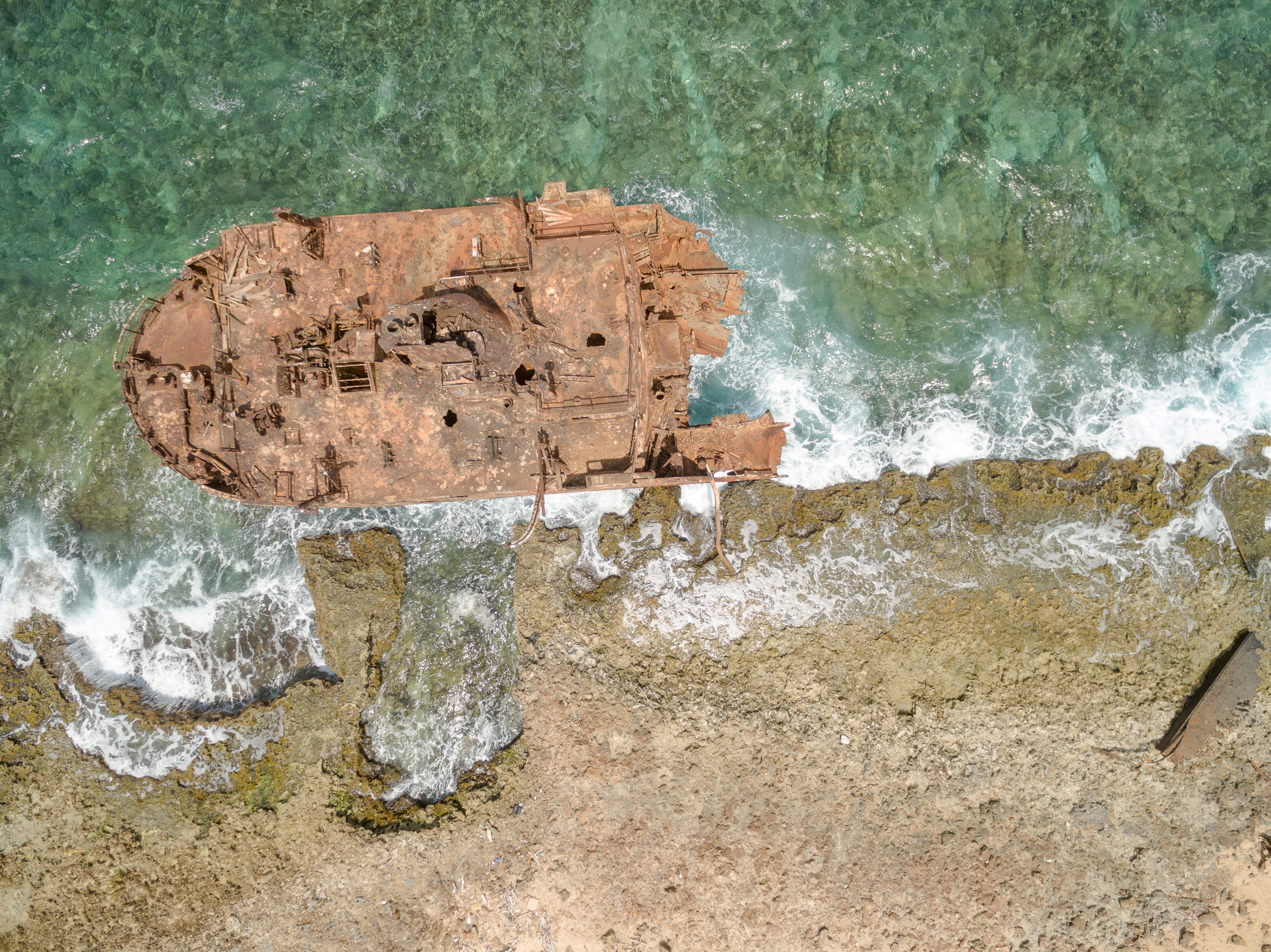
Scheepswrak, bovenaanzicht

Maria Bianca Guidesman is een voormalige olietanker die op 21 december 1987 bij Klein Curaçao is vergaan en op het strand van het eiland als scheepswrak is blijven liggen.

## Geschiedenis
Het schip werd in 1964 gebouwd op de werf van Drypool E & DD Co, gelegen in Hull, Groot-Brittannië en op 16 september 1964 aldaar te water gelaten onder de naam Guidesman. Als tanker was het schip ontworpen om vloeibare handelsladingen te vervoeren. Het schip voer eerst onder Engelse vlag met als eigenaar het bedrijf C. Rowbottom & Sons Ltd. en had als havenplaats Avonmouth.
Gedurende haar diensttijd onderging het schip enkele veranderingen in naam en vlag. Het werd verkocht in 1983 en droeg de naam Vasiliki IV en voer toen nog steeds onder de Britse vlag. Hierna volgde er een verkoop naar Venezuela en werd het schip hernoemd tot Bianca Maria. Hierna voer het zonder licentie onder de huidige naam vanuit Venezuela op de wilde vaart als olietanker.
Op 21 december 1987 verging het schip voor de kust van Klein Curaçao. Het exacte verloop van het scheepsongeluk is onbekend, maar het is aannemelijk dat het schip, dat inmiddels jarenlang niet meer officieel in bedrijf was, en niet meer voorkwam op de verplichte onderhoudsregistratieregisters, moeite had met de sterke zeestromen en ondiepe wateren van het eiland. Het was waarschijnlijk niet meer in staat om goed te navigeren en liep vlak voor het strand aan de grond.
Hoewel een aantal van de eerdere gestrande kleinere schepen daar werden weggehaald, lukte het de lokale autoriteiten niet deze grote tanker weg te slepen. Er werd wel aan boord gegaan om de lekkende brandstoftanks te legen om mogelijke milieuschade te voorkomen. De Guidesman bleef op het strand van Klein Curaçao liggen en vergaat langzaam in gezelschap van overbijfselen van enkele andere boten.

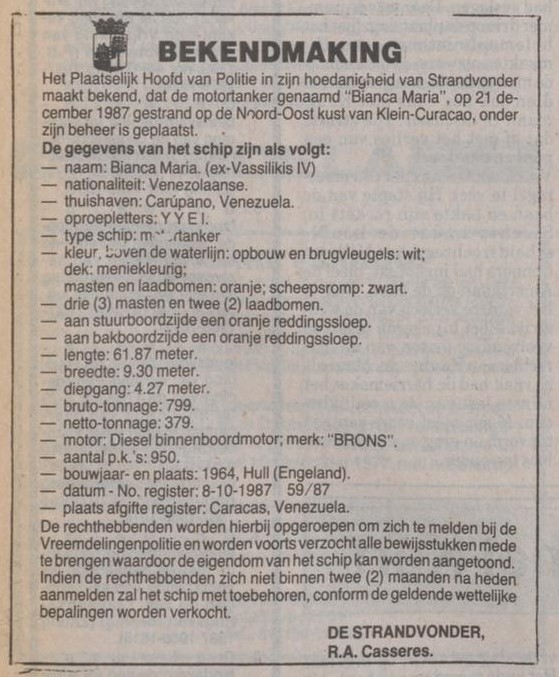
Bekendmaking bericht van de Curaçaose overheid over het schip in de AMIGOE avondkrant van 26 maart 1988 op pagina 14

In 1999, jaren na de stranding op Klein Curaçao, werd het schip uiteindelijk uit de officiële scheepsregisters verwijderd.